# Dôme Martin
Le dôme Martin est le point culminant du chaînon Miller, à 2 680 mètres d'altitude, dans la chaîne Transantarctique.
Il est découvert en décembre 1957 par l'équipe néo-zélandaise méridionale de l'expédition Fuchs-Hillary et nommé en l'honneur de L. Martin, chef de la base antarctique Scott en 1958.